# Payré

Payré este o comună în departamentul Vienne, Franța. În 2009 avea o populație de 1,006 de locuitori.